# Chè Phú Hộ
Chè Phú Hộ hay chè gilbert, trà hoa Gilbert, trà hoa vàng Gilbert (danh pháp khoa học: Camellia gilbertii) là loài thực vật thuộc họ Chè (Theaceae). Đây là loài đặc hữu của Việt Nam, chỉ có ở xã Phú Hộ, thị xã Phú Thọ, tỉnh Phú Thọ.
Chè Phú Hộ là cây thân gỗ nhỏ, cao 2 – 3 m, lá hình ngọn giáo, dài 5 – 10 cm, rộng 2,5 – 4 cm. Cụm hoa gồm 1 đến 2 bông nhỏ, màu vàng, khá đẹp. Quả nang nhỏ, phủ lông màu hung. Cây mọc rải rác dưới tán rừng rậm nhiệt đới thường xanh mưa mùa ẩm. Cây chè Phú Hộ có thể trồng làm cảnh, hạt có thể cho dầu.